# Escorpião
O escorpião é um animal invertebrado artrópode (com patas formadas por vários segmentos) que pertence à ordem Scorpiones estando enquadrado na classe dos aracnídeos.
Scorpiones é a ordem de artrópodes arácnidos terrestres que reúne cerca de 2 000 espécies de escorpiões que apresentam comprimento de 10 cm a 12 cm, corpo alongado e quelíceras com três artículos. São animais geralmente discretos e noturnos, escondendo-se durante o dia sob troncos e cascas de árvores.

## Outros nomes e etimologia
Também é conhecido por lacrau ou alacrau. O nome escorpião é derivado do latim scorpio/scorpionis. Lacrau vem do árabe al-'aqrab.
Existem registros científicos da existência dos escorpiões há mais de 400 milhões de anos. Segundo pesquisas, foram eles os primeiros artrópodes a conquistar o ambiente terrestre. Nesta adaptação, foi-lhes muito útil a carapaça de quitina que compõe o seu exoesqueleto e que evita a evaporação excessiva.
Atualmente já estão catalogadas cerca de 1 600 espécies e subespécies distribuídas em 116 gêneros diferentes em todo o mundo. No Brasil existem cerca de 160 espécies.
Existem escorpiões em todos os continentes, exceto na Antártida. Encontramos espécies nos Alpes suíços e Europa em geral, no México, Estados Unidos e Canadá, na América do Sul em geral, entre lixo e entulhos das pequenas e grandes cidades, na Floresta Amazônica (Brasil), na Oceania, no norte do Mediterrâneo, no Oriente Médio, na Índia, no norte e sul da África e Ásia. Suas cores variam do amarelo palha ao negro total, passando por tons intermediários, como o amarelo-avermelhado, vermelho-amarronzado, marrom e tons de verde ou mesmo de azul.

## Vida, alimentação e hábitos
As diferentes espécies de escorpiões têm tempos de vida muito diferentes e o tempo de vida real da maioria das espécies não é conhecido. A gama do tempo de vida parece situar-se entre os 4 a 25 anos, tendo sido 25 anos o tempo de vida máximo registado para a espécie H. arizonensis.
Preferem viver em áreas com uma temperatura entre 20 °C e 37 °C, mas sobrevivem em temperaturas de 0 °C a 56 °C. Perfeitamente adaptados às condições climatéricas do deserto, suportam uma amplitude térmica diária na ordem dos 40 °C. Escorpiões do gênero Scorpiops, alguns da família bothriurid que vivem na Patagônia e pequenos Euscorpius da Europa central podem sobreviver à temperaturas de inverno que chegam a -25ºC (−13 °F). Em Repetek (Turcomenistão) vivem sete espécies de escorpião (das quais a Pectinibuthus birulai é endêmica) em temperaturas que variam de -31ºC a 51ºC.

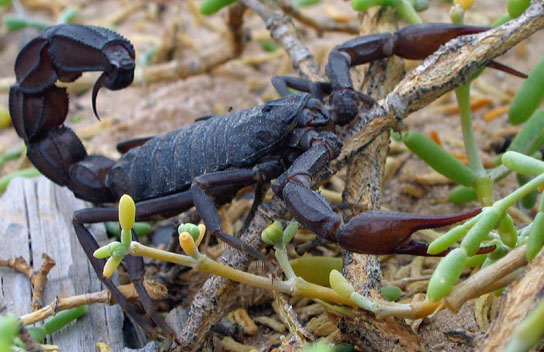
Escorpião-negro (Androctonus crassicauda)

São animais carnívoros e têm geralmente hábitos de sair de noite, quando caçam e se reproduzem. Detectam suas presas por vibrações no ar, no solo e sinais químicos, todos detectados por sensíveis pelos distribuídos principalmente nas suas pinças e patas. Sua alimentação é baseada em principalmente em insetos e aranhas, mas podem se alimentar de outros escorpiões (o canibalismo é uma prática comum entre todos os aracnídeos), lagartos e até pequenos roedores e pássaros. Os escorpiões conseguem comer quantidades imensas de alimento, mas conseguem sobreviver com 10% da comida de que necessitam, podendo passar até um ano sem comer e consumindo pouquíssima água, quase nada durante sua vida inteira.
Usam seu veneno normalmente para imobilizar a presa, mas também serve para pré digerir os órgãos internos e vísceras do animal. Em seguida, usam suas quelíceras (pequeno par de "presas" na parte frontal do prossoma) para dilacerar sua comida enquanto os sucos digestivos do intestino são regurgitados para fazer uma digestão externa, que então é sugada sob a forma líquida. Qualquer matéria sólida indigestível (pelo, exoesqueleto, etc) é preso por cerdas na cavidade pré-oral, o que é ejetado pelo escorpião. Ou seja, assim como as aranhas, eles não conseguem ingerir material sólido.
Os predadores naturais do escorpião são aves, alguns répteis (cobras e alguns lagartos), algumas aranhas, formigas, entre outros. Na natureza, o tamanho é essencial para determinar quem é presa ou predador.

## Reprodução

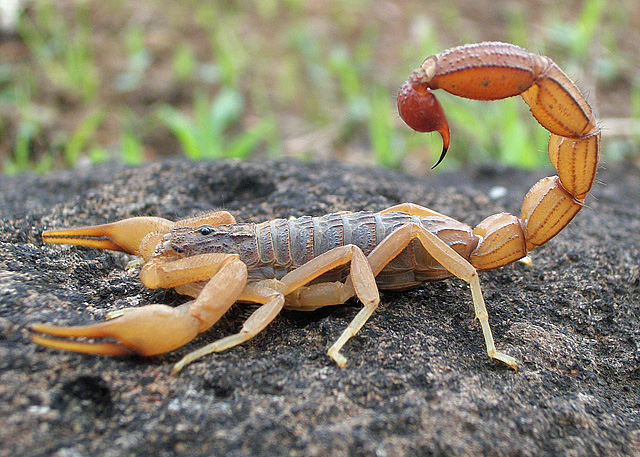
Hottentotta tamulus

A reprodução da grande maioria das espécies é sexuada, exigindo a intervenção de machos e fêmeas. Porém, algumas espécies possuem reprodução monoica (também chamada partenogênese), ou seja, não exige a presença de machos. Neste processo, óvulos não fertilizados dão origem a embriões vivos. Na reprodução sexuada, tal como em outras espécies, há uma dança nupcial que antecede o acasalamento. O macho limpa o chão com os pentes e deposita aí uma cápsula contendo espermatozóides (espermatóforo). De seguida, arrasta a fêmea para cima dos espermatozóides a fim de que ela os receba.
Há espécies de escorpiões que são vivíparas (Se desenvolvem dentro do corpo da fêmea em uma placenta), mas a maioria é ovovivípara (se desenvolvem em um ovo dentro do corpo da fêmea, que eclode internamente). Podem gerar de 6 a 90 filhotes e o tempo de gestação varia com a temperatura, espécie e alimentação da mãe, podendo estar entre 2 meses e 2 anos. Os filhotes nascem completamente brancos e por meio de parto, através de uma fenda genital. Eles ficam colados ao dorso materno por cerca de 10 a 14 dias até completar-se a primeira muda (quanto mais jovem o escorpião, mais mudas ele fará) até que consigam obter seu próprio alimento sozinhos. A idade adulta é alcançada com cerca de um ano de vida.

## Características

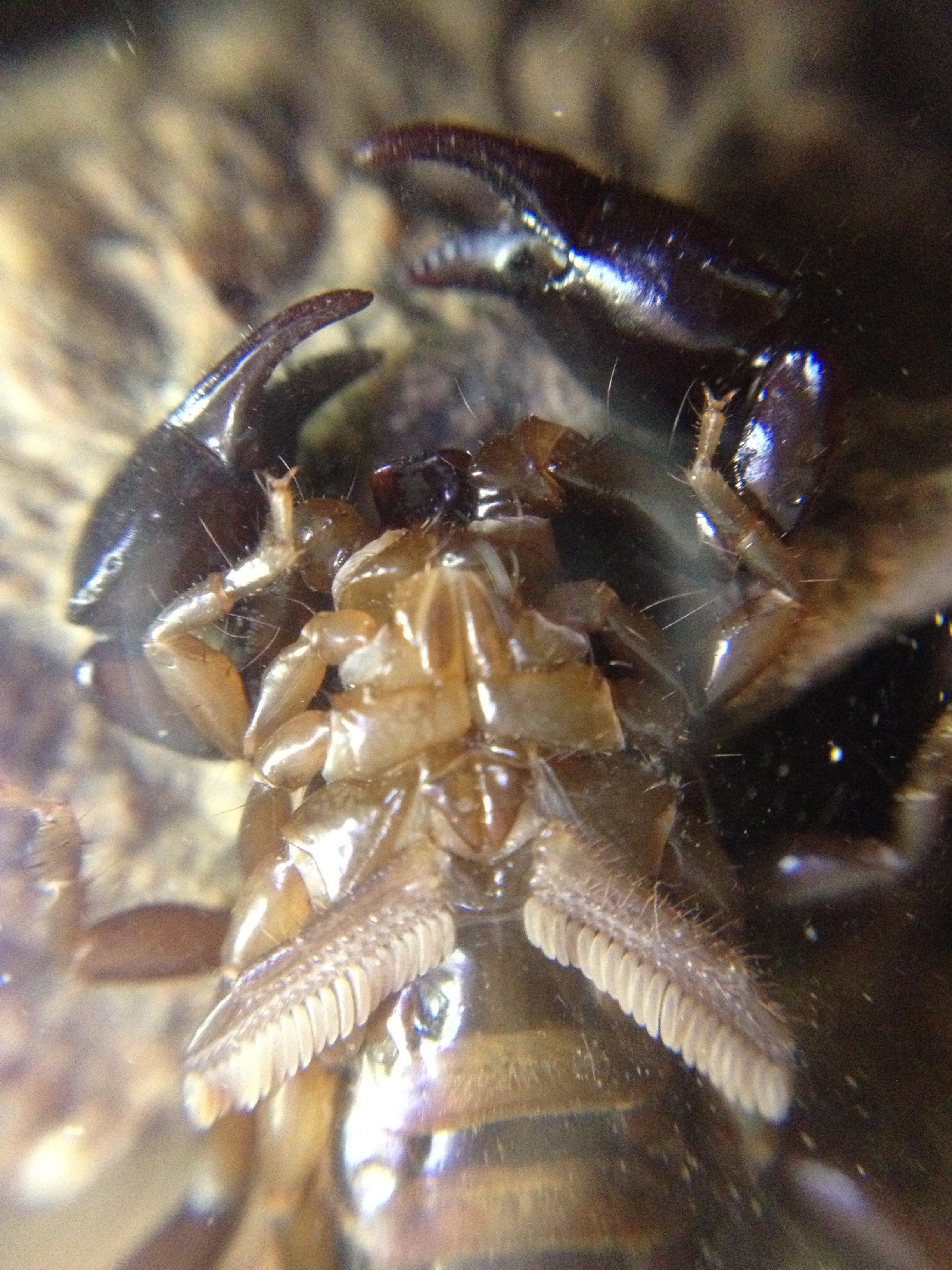
Apêndice sensorial, O pente

O corpo dos escorpiões é dividido em prossoma e opistossoma, sendo esse dividido em mesossoma e metassoma.
- O prossoma possui segmentos fundidos em um escudo cefálico em forma de carapaça, é a região anterior, onde se encontram os olhos, quelíceras, pedipalpos terminados em quelas (pinças) e pernas.
- O opistossoma é a região alongada do corpo, subdividida em mesossoma, com sete segmentos, e metassoma, com cinco segmentos. No primeiro segmento do mesossoma apresenta um gonóporo recoberto por um opérculo genital, no segundo segmento se encontra um apêndice sensorial único dentre os aracnídeos chamado pente. Do terceiro ao sexto segmento do mesossoma apresentam, cada um, um par de pulmões foliáceos.[1] O metassoma não apresenta apêndices. Respectivamente se encontra no fim do metassoma uma estrutura cilíndrica com um espinho na ponta, chamada telson, contendo duas glândulas de veneno e o aguilhão (o ferrão).

Os artrópodes possuem esqueleto externo (um exoesqueleto), uma estrutura dura, quitinosa, que reveste seu corpo, sem antenas, com quatro pares de patas torácicas e um par de palpos. Respiram por meio de filotraqueias, pulmões foliares, como páginas de um livro.

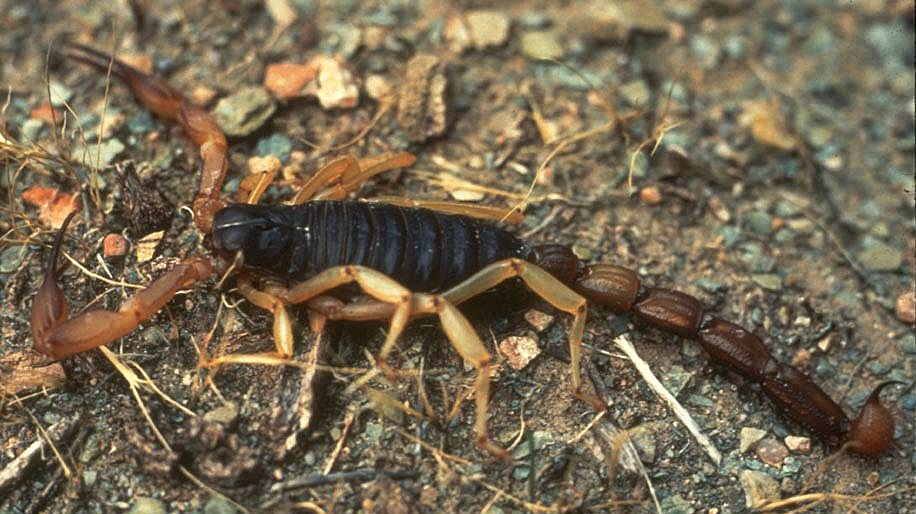
Das 1600 espécies de escorpião, apenas 25 causam graves acidentes ao homem

Algumas espécies atingem dimensões da ordem dos 30 cm e chegam a capturar até pequenos vertebrados (lagartos, rãs e roedores).
Os escorpiões diferem dos outros aracnídeos por terem palpos compridos, além da característica cauda longa e perigosa. Os palpos funcionam como pinças grandes e poderosas, que podem ser usadas para segurar e dominar suas presas. São muito sensíveis ao tato e ao deslocamento do ar, devido à presença de cerdas muito longas e finas.Os escorpiões também podem possuir maior número de olhos que outros aracnídeos, algumas espécies chegando a possuir até seis pares, embora não seja comum.

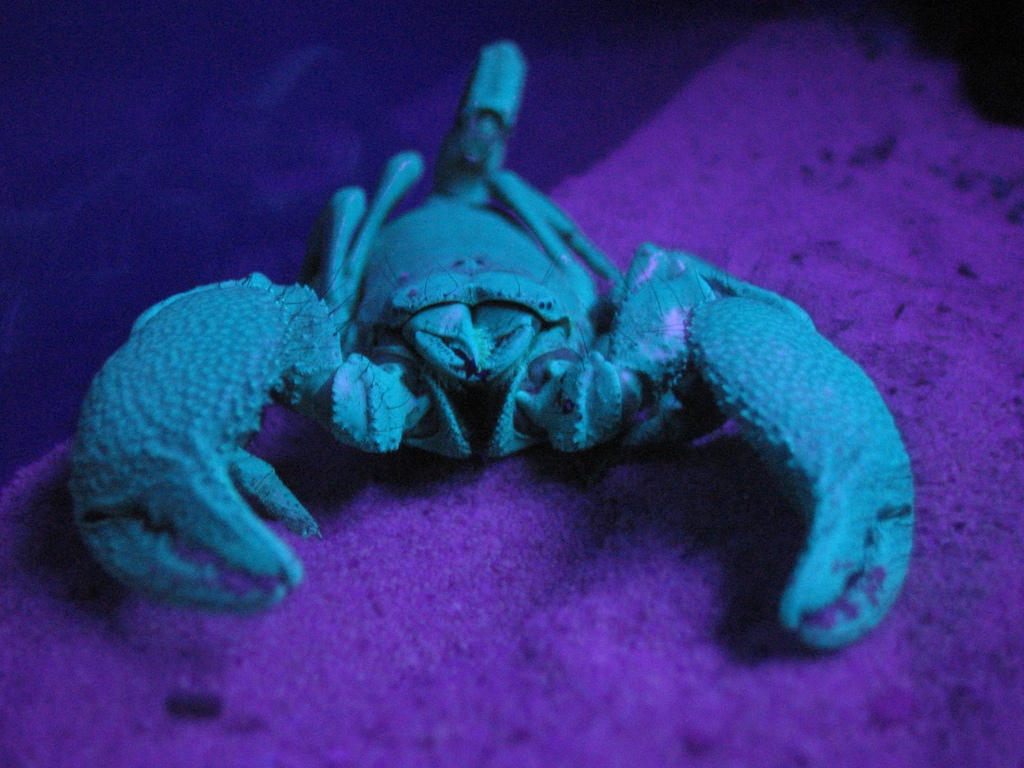
Um escorpião sob luz ultravioleta: diante de uma iluminação comum, este escorpião permanece na cor preta

A divisão dos tagmas em Scorpiones se diferencia da maioria dos outros aracnídeos por apresentar prossoma, mesossoma e metassoma. O opistossoma é bastante segmentado, chegando a apresentar doze segmentos. O opistossoma divide-se em mesossoma, com sete segmentos, e metassoma, porção formada pelos cinco segmentos posteriores. Estes constituem a cauda, juntamente com o télson, o último segmento. A cauda termina como um aguilhão e é através deste ferrão que o escorpião inocula sua peçonha. No prossoma localizam-se os dois olhos medianos, na saliência cômoro ocular, e os olhos laterais, de cada lado da carapaça. Alguns escorpiões podem brilhar quando expostos à luz ultravioleta (UV), adquirindo uma cor verde-fluorescente, pois seu exoesqueleto é fotossensível. O exoesqueleto do escorpião é muito sensível à radiação ultravioleta.

## Veneno e toxicidade
O ferrão do escorpião (chamado de telson), além de servir para agarrar a presa, defender-se, e no acasalamento, inocula na presa um veneno. Este veneno contém uma série de substâncias cuja composição química não está bem definida, porém contém neurotoxinas, histaminas, serotonina, enzimas, inibidores de enzimas, e outras. Parece, segundo os pesquisadores, que as neurotoxinas agem sobre as células nervosas da presa, com uma certa especificidade, dependendo do tipo de animal.
É interessante saber que a toxicidade do veneno de um escorpião pode ser comparada com o tamanho de seus pedipalpos (o equivalente ao braço humano do escorpião); quanto mais robustos os pedipalpos, menos o escorpião utiliza-se do veneno para com suas presas e quanto menores eles forem, mais o veneno do escorpião pode ser letal às suas presas.
O veneno de escorpiões do tipo Tityus serrulatus, que parece ser o veneno mais tóxico de todos os escorpiões da América do Sul, age sobre o sistema nervoso periférico dos humanos, causando dor, pontadas, aumentando a pulsação cardíaca e diminuindo a temperatura corporal. Estes sintomas, devido ao seu peso corporal, são mais acentuados em crianças, e devido às condições físicas, aos idosos. Todos os escorpiões são venenosos, porém apenas 25 espécies podem ser mortais aos humanos. Sua ferroada assemelha-se em grau de toxicidade da ferroada de uma abelha.
O tratamento consiste na aplicação local da ferroada de um anestésico (lidocaína a 2%) e soro antiescorpiônico (obtido de escorpiões vivos). O tratamento deve ser hospitalar, de preferência com a apresentação do escorpião para facilitar o diagnóstico e o tratamento.